# Mariama Jamanka
Mariama Jamanka (née le 23 août 1990 à Berlin) est une bobeuse allemande. En tant que pilote, elle est championne olympique en 2018.

## Biographie
Après s'être essayé au lancer de disque et de marteau, Jamanka est devenu un bobeuse en 2013. Elle a participé à la Coupe du monde de bobsleigh durant la saison 2015-16. En janvier 2017, elle a remporté le championnat d'Europe à Winterberg avec Annika Drazek comme freineuse. Plus tard cette année-là, elle faisait partie de l'équipe allemande gagnante d'or dans le championnat du monde 2017 à Königssee.
Avant les Jeux olympiques d'hiver de 2018 à Pyeongchang, l'entraîneur-chef René Spies changeait les freineuses des deux bobsleighs du pays: Annika Drazek était assigné au pilote Stephanie Schneider pour composer l'équipe A, tandis que Jamanka devait travailler avec Lisa Buckwitz pour constituer l'équipe B censé être moins forte. C'est pourtant l'équipage B qui remporte l'épreuve devançant  Schneider et Drazek, toutes deux blessés pendant les Jeux, à la quatrième place.

## Palmarès

### Jeux Olympiques
- : médaillée d'or en bob à deux aux Jeux olympiques d'hiver de 2018 à Pyeongchang  Corée du Sud.
- : médaillée d'argent en bob à deux aux Jeux olympiques d'hiver de 2022 à Pékin  Chine.

### Championnats monde
- : médaillé d'or en bob à 2 aux championnats monde de 2019.
- : médaillé d'or en équipe mixte aux championnats monde de 2017.

### Coupe du monde
- 1 globe de cristal : 
  - Vainqueur du classement bob à 2 en 2019.
- 22 podiums  : 
  - en bob à 2 : 6 victoires, 10 deuxièmes places et 6 troisièmes places.

#### Détails des victoires en Coupe du monde
| Édition   | Bob à 2                             | Monobob |
| 2018-2019 | Sigulda Altenberg Königssee Calgary |         |
| 2019-2020 | Igls                                |         |
| 2020-2021 | Sigulda                             |         |